# Zrkovci
Zrkovci – wieś w Słowenii, w gminie miejskiej Maribor. W 2018 roku liczyła 753 mieszkańców. 